# 威廉姆斯管

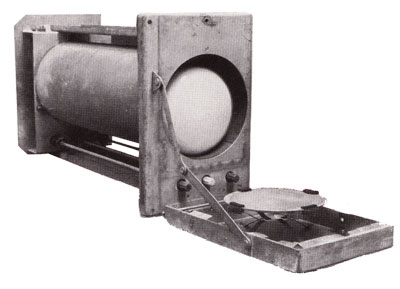
威廉姆斯管

威廉姆斯管（英語：Williams tube），全稱威廉姆斯－基爾伯恩管（英語：Williams-Kilburn tube），一種由陰極射線管(CRT)構成的儲存裝置。名稱源自開發者弗雷迪·威廉姆斯（Freddie Williams）與湯姆·基爾伯恩(Tom Kilburn）。
電子在撞擊陰極射線管的熒光面時發光。作為伴生現象，撞擊部位周圍的電荷將發生細微變化。陰極射線管可以用作儲存裝置，正是通過測定這一變化而實現的。由于電荷會迅速消失，運行時必須反復進行電子撞擊。

## 外部連結
- The Williams Tube